# Karl Sachs (Elektroingenieur)

Karl Sachs

Karl Sachs (* 30. Mai 1886 in Wien; † 16. April 1980 in Baden) war ein Schweizer Elektroingenieur.
Sachs war Ingenieur bei Brown, Boveri & Cie. Ferner war er ab 1931 an der ETH Zürich Lehrbeauftragter für elektrische Triebfahrzeuge. 1940 verlieh ihm die ETH eine Titularprofessur, von 1947 bis 1956 war er dort ausserordentlicher Professor für elektrische Zugförderung und Grundlagen des Eisenbahnmaschinenbaus. 1966 wurde er mit der Grashof-Denkmünze des Vereins Deutscher Ingenieure ausgezeichnet.

## Veröffentlichungen (Auswahl)
- Elektrische Vollbahnlokomotiven : Ein Handbuch für die Praxis sowie für Studierende. Springer, Berlin 1928.
- Die ortsfesten Anlagen elektrischer Bahnen. Orell Füssli, Zürich 1938.
- Der elektrische Betrieb der Schweizer Bahnen und seine Geschichte. In: Ein Jahrhundert Schweizer Bahnen 1847–1947. Bd. 1 (1947), S. 209–258.
- Elektrische Triebfahrzeuge : Ein Handbuch für die Praxis sowie für Studierende in zwei Bänden. Huber, Frauenfeld 1953.
- 75 Jahre Gotthardbahn. In: Jahrbuch des Eisenbahnwesens, Bd. 8 (1957), ISSN 0075-2479, S. 23–45.
- Zum Abschluss der Elektrifikation der Schweizerischen Bundesbahnen. In: Jahrbuch des Eisenbahnwesens, Bd. 12 (1961), ISSN 0075-2479, S. 15–42.
- Elektrische Triebfahrzeuge. 3 Bände, 2. Auflage, Huber/Springer, Frauenfeld/Wien 1973.